# Choekyi Gyaltsen
Lobsang Trinley Lhündrub Chökyi Gyaltsen (nacido Gönbo Cêdän; 19 de febrero de 1938 - 28 de enero de 1989) fue el décimo Panchen Lama, oficialmente el décimo Panchen Erdeni (en chino tradicional y simplificado, 第十世班禅额尔德尼;; literalmente, ‘Vida-Número-10 del Gran Sabio del Tesoro’), el segundo lama de mayor rango dentro de la escuela Gelug de budismo tibetano. Según el budismo tibetano, los Panchen Lamas son emanaciones vivientes del buda Amitabha. A menudo se le llamaba Choekyi Gyaltsen.

## Reconocimiento y Guerra Civil
La línea de encarnaciones del Paṇchen Lama comenzó en el siglo XVII, después de que el V Dalái lama le diera el título a Chokyi Gyeltsen y lo nombrase emanación de Buda Amitaba. Oficialmente, se convirtió en el primer Panchen Lama, que también había sido el decimosexto abad del monasterio de Tashilhunpo.
El décimo Panchen Lama nació como Gonpo Tseten el 19 de febrero de 1938, en Bido, hoy condado autónomo Xunhua Salar de Qinghai, conocido entonces como Amdo. Después de la muerte del noveno Panchen Lama en 1937, dos búsquedas simultáneas del décimo Panchen Lama produjeron diferentes niños: el gobierno de Lhasa prefirió a un niño de Xikang, y los khenpos y asociados del noveno Panchen Lama eligieron a Gonpo Tseten. El 3 de junio de 1949, el gobierno de la República de China (ROC) declaró su apoyo a Gonpo Tseten.
El 11 de junio de 1949, a los doce años de edad según el sistema de conteo tibetano, Gonpo Tseten fue entronizado en el principal monasterio Gelug en Amdo, el monasterio Kumbum Jampa Ling, como décimo Panchen Lama, y recibió el nombre de Lobsang Trinley Lhündrub Chökyi Gyaltsen. También asistieron Guan Jiyu, jefe de la Comisión de Asuntos de Mongoles y Tibetanos, y el gobernador de Qinghai del Kuomintang de la República de China, Ma Bufang. Sin embargo, el Dalái lama no le otorgó su reconocimiento hasta años más tarde.

### Bajo la República de China
Al mismo tiempo que se dirimía la identidad del 10.º Panchen Lama, la guerra civil china estaba llegando a su fin. El Kuomintang, viendo cómo perdía el poder en la China Continental, llegó a plantearse establecer una nueva base anticomunista en el suroeste, aprovechando que la turbulenta regencia del Dalái lama les había permitido extender su influencia en el Tíbet, y preparando un plan en el que tres divisiones tibetanas serían lideradas por el panchen en oposición a los comunistas.
Sin embargo, Lhasa aún no había reconocido a Gyaltsen, negándole el gobierno del territorio que tradicionalmente controlaba el Panchen Lama, y forzando así a este a pedirle ayuda a Ma Bufang en 1949. Ante la inminente derrota de la ROC, Ma intentó persuadir al Panchen Lama para que se exiliase en Taiwán, pero este cambió de bando, declarando su apoyo a la República Popular de China.

### Bajo la República Popular de China
Tras la publicación de un discurso del Panchen Lama en 1949 en Radio Pekín en el que llamaba a la "liberación" de Tíbet por parte de China, el gobierno de Lhasa debía tomar una decisión: o mantenía su oposición a Gyaltsen, o lo aceptaba, manteniendo así sus lazos con una china cada vez más poderosa en la región.
Ese año, el Panchen Lama fue invitado a Beijing, mientras la delegación tibetana estaba firmaba el Acuerdo de 17 Puntos. Allí, conoció al decimocuarto dalái lama, quien le dio su reconocimiento odicial, acudiendo juntos en 1954 a la primera sesión del Congreso Nacional del Pueblo. El Panchen Lama fue elegido miembro del Comité Permanente del Congreso Nacional del Pueblo, convirtiéndose, en diciembre de 1954, en vicepresidente de la Conferencia Consultiva Política del Pueblo Chino. En 1956, viajó a la India en peregrinación con el Dalái lama. Cuando el este huyó a la India en 1959, el Panchen apoyó públicamente al gobierno chino, y los chinos lo llevaron a Lhasa y lo nombraron presidente del Comité Preparatorio de la Región Autónoma del Tíbet.

## Petición y arresto

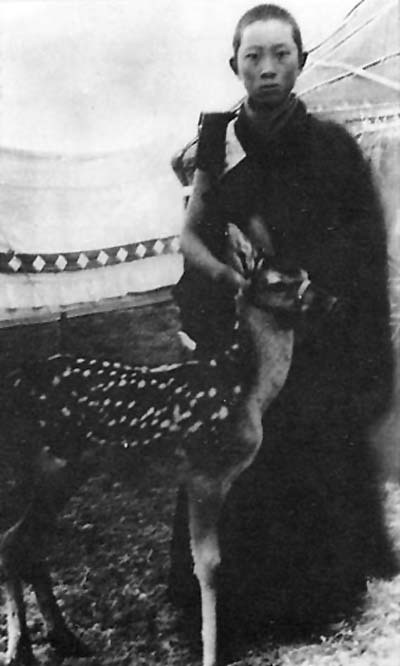
El joven Panchen Lama en 1947

### Petición de los 70.000 caracteres
Tras una gira por el Tíbet en 1962, el Panchen Lama escribió un documento dirigido al primer ministro Zhou Enlai denunciando las políticas y acciones abusivas de la República Popular China en el Tíbet: la Petición de los 70.000 caracteres. Según Isabel Hilton, sigue siendo el "ataque más detallado e informado contra las políticas de China en Tíbet que jamás se haya escrito".
Poco después, el Panchen Lama se reunió con Zhou Enlai para discutir la petición. La reacción inicial fue positiva, pero en octubre de 1962, las autoridades de la RPC que se ocupaban de la población criticaron la petición. El presidente Mao calificó la petición de «... flecha envenenada lanzada contra el Partido por reaccionarios señores feudales».
Durante décadas, el contenido de este informe permaneció oculto a todos, excepto a los más altos niveles de la dirección china, hasta que una copia salió a la luz en 1996. En enero de 1998, con motivo del 60 aniversario del nacimiento del Décimo Panchen Lama, se publicó una traducción al inglés del experto en Tíbet Robert Barnett titulada A Poisoned Arrow: The Secret Report of the 10th Panchen Lama (Una flecha envenenada: el informe secreto del 10.º Panchen Lama).

### Arresto
En 1964, fue humillado públicamente en reuniones del Politburó, despedido de todos los puestos de autoridad, declarado «enemigo del pueblo tibetano», le confiscaron su diario de sueños y lo utilizaron en su contra, y luego fue encarcelado. Tenía entonces 26 años. La situación del Panchen empeoró cuando comenzó la Revolución Cultural. El disidente chino y ex Guardia Rojo Wei Jingsheng publicó en marzo de 1979 una carta bajo su nombre pero escrita por otro autor anónimo denunciando las condiciones en la prisión de Qincheng, donde estaba encarcelado el décimo Panchen Lama. En octubre de 1977 fue puesto en semilibertad, pero estuvo bajo arresto domiciliario en Pekín hasta 1982.

## Vida posterior

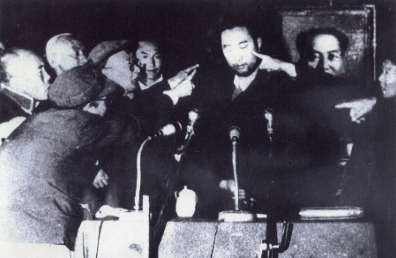
El Panchen Lama durante una sesión de lucha, en 1964.

En 1978, después de renunciar a sus votos de monje, viajó por China en busca de una esposa para formar una familia. Comenzó a cortejar a Li Jie, nieta uterina de Dong Qiwu, un general del EPL que había comandado un ejército en la guerra de Corea que estudiaba medicina en la Cuarta Universidad Médica Militar de Xi'an. En ese momento, el Lama no tenía dinero, y todavía estaba en la lista negra del partido, pero la esposa de Deng Xiaoping y viuda de Zhou Enlai vio el valor simbólico de un matrimonio entre un Lama tibetano y una mujer Han. 
Así, ambos intervinieron personalmente para casar a la pareja en el Gran Salón del Pueblo en 1979. Un año más tarde, al Panchen Lama se le asignó la vicepresidencia del Congreso Nacional del Pueblo y otros puestos políticos, y en 1982 ya estaba completamente rehabilitado políticamente.

## Regreso al Tíbet

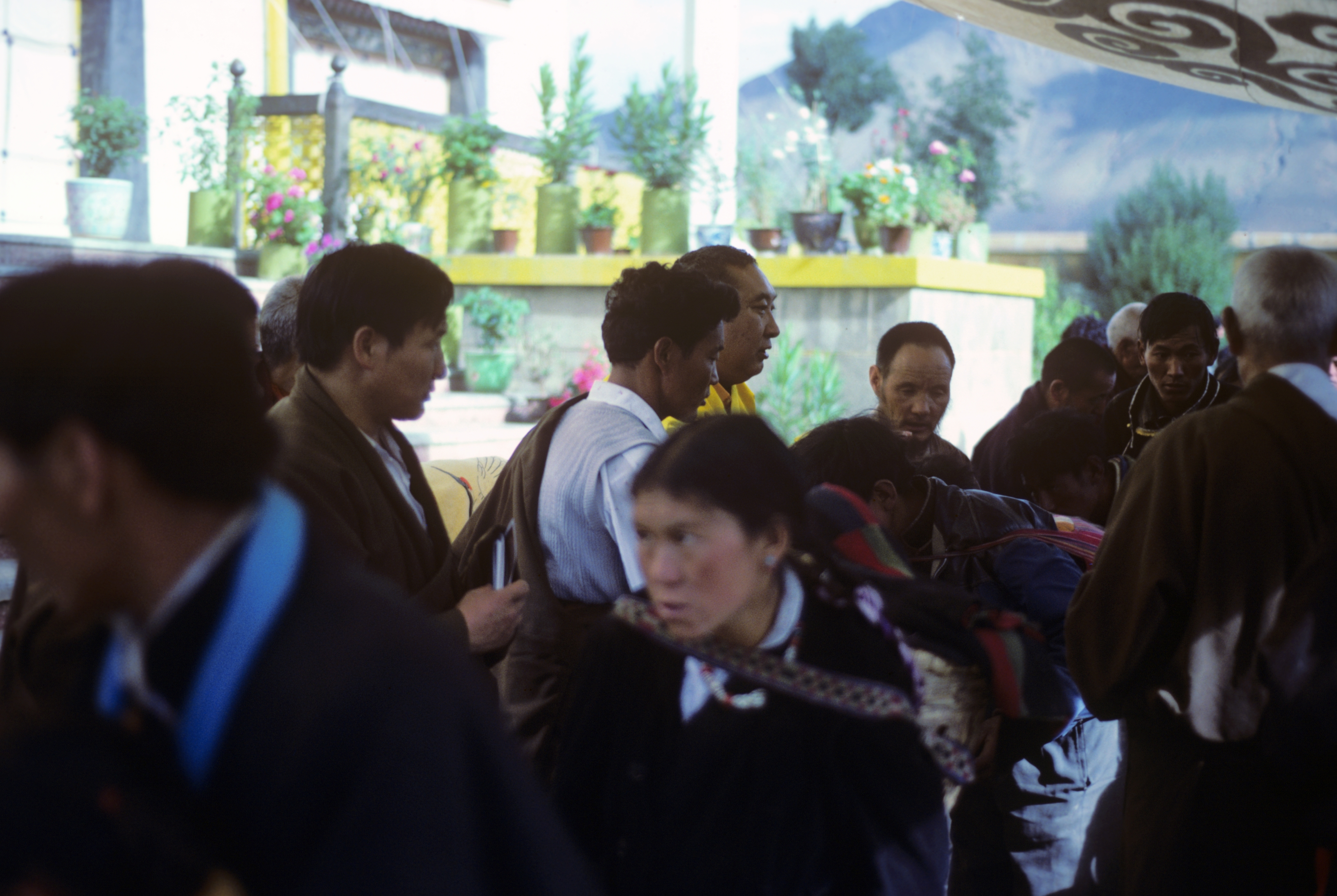
El décimo Panchen Lama durante una visita al Tíbet en agosto de 1987. Varias personas esperan en fila para ser bendecidas.

El Panchen Lama realizó varios viajes al Tíbet desde su nueva residencia en Beijing. En 1980, recorrió el este del Tíbet, visitando al famoso maestro de la escuela Nyingma (alternativa a la escuela Gelug a la que el propio Panchen pertenecía) Khenchen Jigme Phuntsok, en Larung Gar.
En 1987, el Panchen Lama estableció una empresa llamada Tibet Gang-gyen Development Corporation, concebida para apoyar la modernización del tíbet. Se incluyeron planes para reconstruir sitios budistas sagrados destruidos de 1959 en adelante. Gyara Tsering Samdrup trabajaba en la empresa, pero fue arrestado en 1995 después de reconocer al 11.º Panchen Lama Gedhun Choekyi Nyima.
A principios de 1989, el décimo Panchen Lama regresó de nuevo al Tíbet para re-enterrar los huesos recuperados de las tumbas de los Panchen Lamas anteriores, que habían sido saqueadas en el Monasterio de Tashilhunpo en 1959 por los Guardias Rojos.
El 23 de enero, el Panchen pronunció un discurso en el que dijo que: "Desde la liberación, ciertamente ha habido desarrollo, pero el precio pagado por este ha sido mayor que el beneficio". Criticó los excesos de la Revolución Cultural en el Tíbet y elogió la reforma y apertura de la década de 1980.
Cinco días después, el 28 de enero, el Panchen Lama murió en Shigatse, a la edad de 50 años. Aunque se dice que la causa oficial de la muerte fue un ataque cardíaco, entre los tibetanos se difundieron muchas teorías alternativas sobre su muerte. Según algunos, predijo su propia muerte en un mensaje a su esposa en su último encuentro. Según otros, un arco iris apareció en el cielo antes de su muerte. Para el Dalái lama, fue envenenado por su propio personal médico. Los partidarios de esta teoría citan comentarios que el Panchen Lama hizo el 23 de enero a funcionarios de alto rango y que fueron publicados en el People's Daily y el China Daily.
En 2011, el disidente chino Yuan Hongbing declaró que Hu Jintao, entonces secretario del Partido Comunista del Tíbet y comisario político de las unidades del EPL en el Tíbet, había planeado la muerte del décimo Panchen Lama.
Según el diario estatal People's Daily, el Dalái lama fue invitado por la Asociación Budista de China a asistir al funeral del Panchen Lama y aprovechar la oportunidad para contactar con las comunidades religiosas del Tíbet. El Dalái lama no pudo asistir al funeral.